# ریزشمع

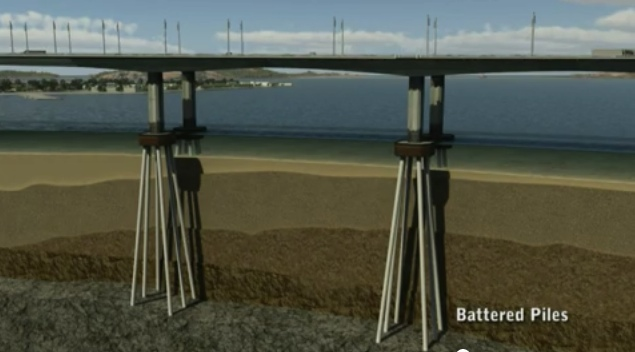
پی عمیق برای پلسازی

ریزشمع یا میکرو پایل‌ها یا پی عمیق برای تثبیت و بهبود بخشیدن به زمین‌های سست و بالا بردن باربری آن‌ها کاربرد دارند.

## تاریخچه
تکنولوژی میکروپایل در اوایل دهه ۱۹۵۰ در ایتالیا متولد شد و به مدت بیش از دو دهه بعد در آمریکا معرفی شد. خصوصاً در دهه ۱۹۸۰ یک رشد سریع در کاربرد آن به خصوص به عنوان المان نگهبان فنداسیون، در کاربرد بارهای استاتیکی و لرزه‌ای، همچنین در مسلح سازی در جای شیب‌ها و پایدار سازی گودبرداری‌ها مورد استفاده قرار گرفت.

## تعریف
میکروپایل‌ یا ریز شمع به شمع با قطر کوچک (کمتر از ۳۰ سانتیمتر) گفته می‌شود که پس از حفر گمانه با کوبش کیسینگ، آرماتور فولادی در داخل آن‌ها جایگذاری شده و به صورت درجا تزریق می‌شود.
به صورت کلی میکروپایل‌ها، شمع‌های لوله‌ای هستند که توسط دستگاه‌های شمع کوب در زمین کوبیده شده و توسط دستگاه تزریق دوغاب سیمان با غلظت و فشار معینی طی چندین مرحله تزریق می‌گردد که متناسب با خواص اولیه خاک و مشخصات فنی اجرای تزریق، عملیات تزریق سبب بهبود یافتن خواص اولیه خاک می‌گردد بدین صورت که در خاک‌های دانه‌ای، دوغاب تزریق شده در فضای خالی دانه‌های خاک نفوذ نموده و با ایجاد یک ناحیه سخت در اطراف گمانه تزریق، در شعاع مفروضی سبب بهبود خواص اولیه زمین می‌گردد.
یکی از روش های بهسازی در مواجهه با خاک های مسئله‌دار نظير خاك هاي سست با قابليت باربري كم، خاک های با نشست‌پذيري زياد، خاک های روانگرا، خاك هاي دستي و … استفاده از روش اجرای میکروپایل یا ریزشمع می باشد.

## عملکرد

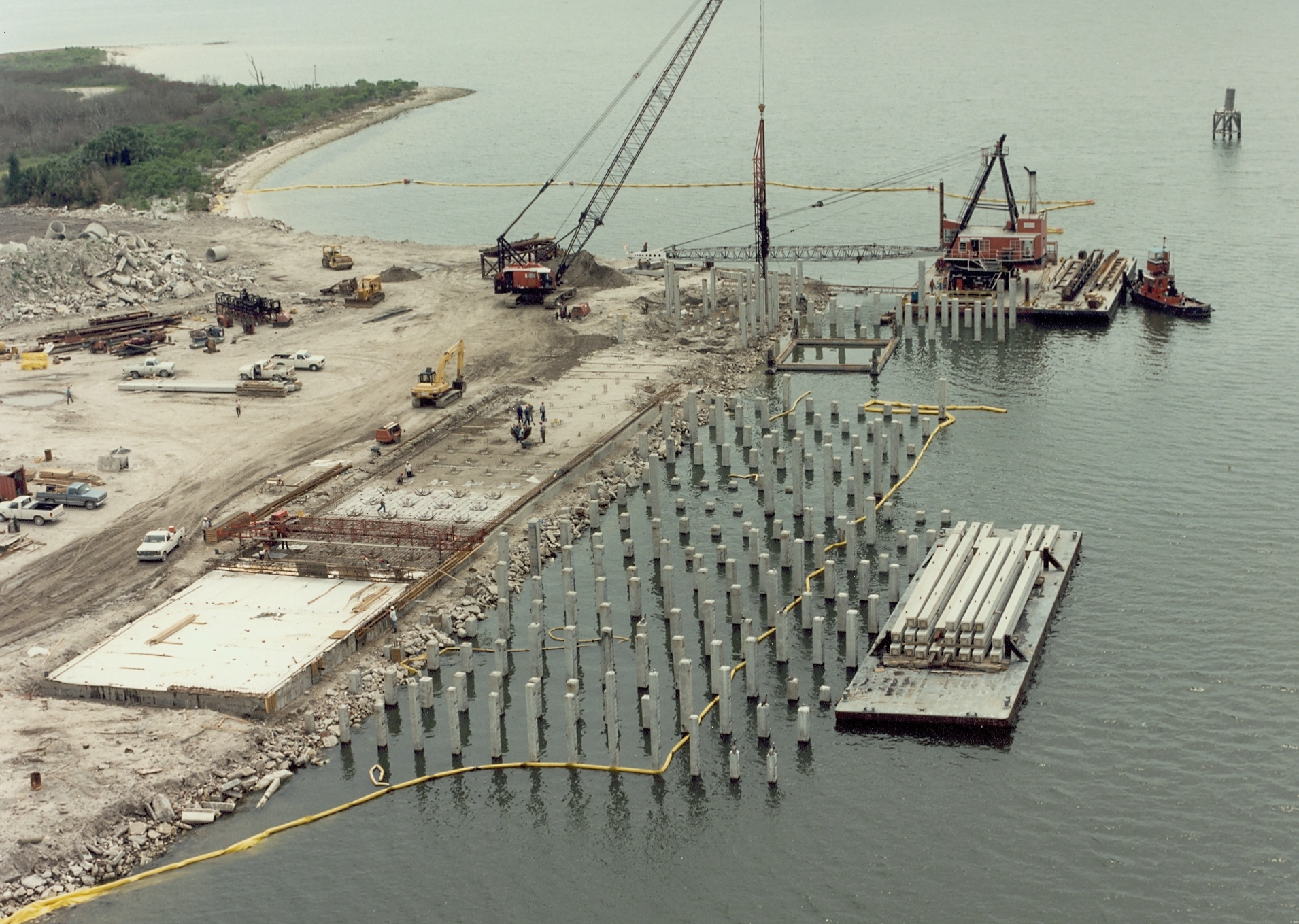
ریزشمع در بندرگاه

در خاک‌های ریز و چسبنده، دوغاب تزریق شده باعث ایجاد ترک و نفوذ در لابه لای ذرات خاک و ترک‌های حاصل گردیده، در نهایت یک اسکلت به هم پیوسته از دوغاب تزریقی ایجاد می‌شود. در کل میکروپایل‌ها در مواردی به کار می‌روند که زمین از قابلیت باربری بسیار پایینی برخوردار است و میزان خاک رس همراه با لای، ماسه نرم و اکثراً مواد آلی، امکان ایجاد فونداسیونی از نوع معمولی و کلاسیک را، غیرممکن می‌سازد.